# Ильзна
Ильзна — река в России, протекает по Бежаницкому и Дедовичскому районам Псковской области. Устье реки находится в 185 км от устья Шелони по левому берегу. Длина реки составляет 44 км, площадь водосборного бассейна — 243 км². Примерно в километре от устья ширина — 5 метров, глубина — 1,5 метра.
В 9 км от устья, по левому берегу реки впадает река Веснянка.

## Данные водного реестра
По данным государственного водного реестра России относится к Балтийскому бассейновому округу, водохозяйственный участок реки — Шелонь, речной подбассейн реки — Волхов. Относится к речному бассейну реки Нева (включая бассейны рек Онежского и Ладожского озера).
Код объекта в государственном водном реестре — 01040200412102000024380.